# Blauwe Toren (Brugge)
Blauwe Toren is een bedrijventerrein in de Belgische stad Brugge. Het is ongeveer 85 ha groot en ligt ten westen van de industriezone Herdersbrug, in de wijk Sint-Pieters. Het wordt begrensd door de Blankenbergse Steenweg (N371) in het westen en door de spoorlijn 51 Brugge - Blankenberge in het oosten. Het terrein wordt verder ontsloten door de expresweg N31, die er ten noordwesten langsheen loopt.
Blauwe Toren is een lokaal bedrijventerrein, bestemd voor kmo's. Ook bevindt er zich het B-Park, een winkelcentrum dat onder meer de grootste hypermarkt van Vlaanderen huisvest. Net ten noorden van het bedrijventerrein ligt het crematorium De Blauwe Toren.
Deelgemeenten: Assebroek · Dudzele · Koolkerke · Lissewege · Sint-Andries · Sint-Kruis · Sint-Michiels

Zie ook: lijst van wijken en kernen in Brugge

Belgische gemeenten · Arrondissement Brugge · West-Vlaanderen · Vlaanderen